# Russische Kirche (Baden-Baden)

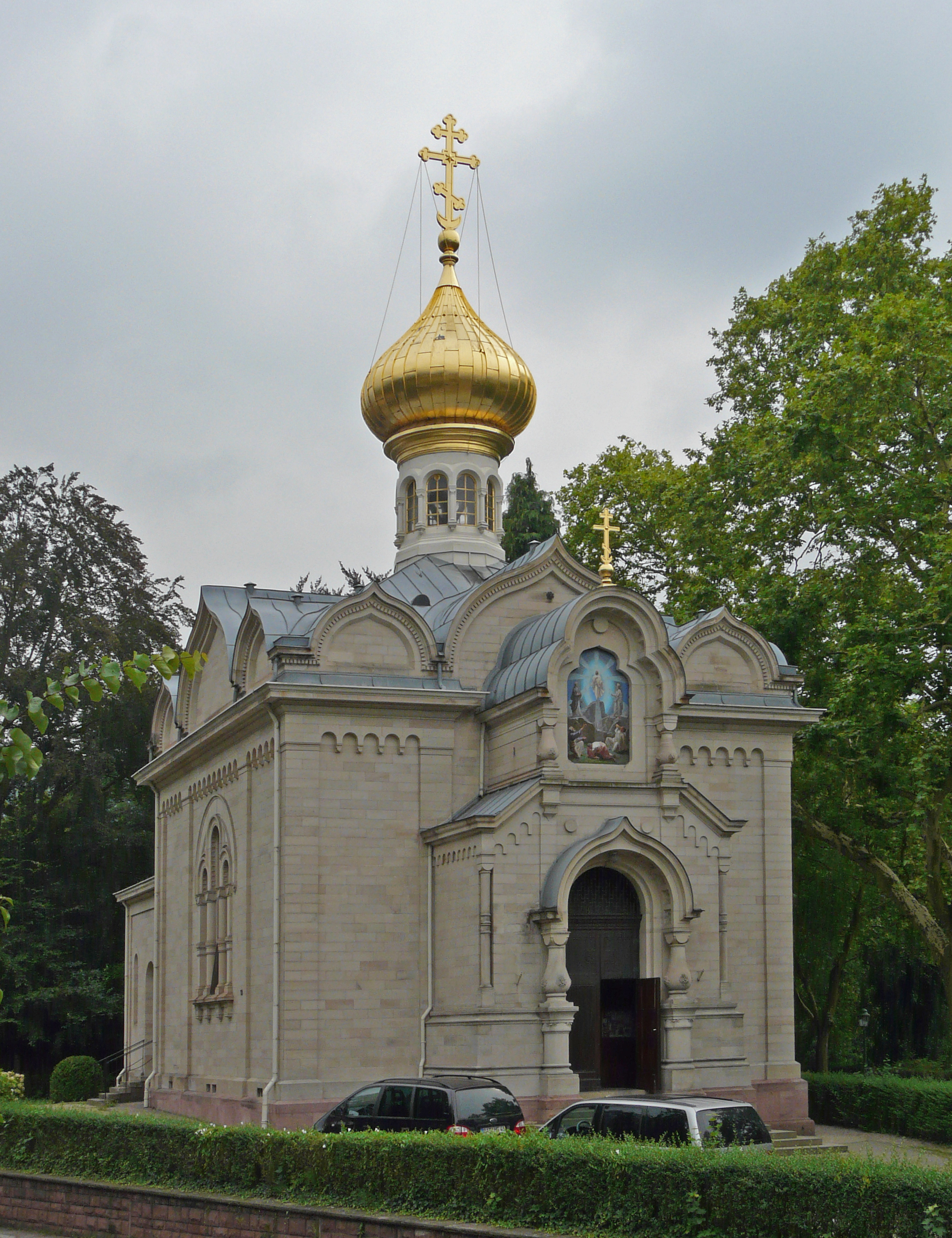
Die russische Kirche in Baden-Baden 2009

Die Russische Kirche zur Verklärung des Herrn ist eine russisch-orthodoxe Kirche in Baden-Baden. Sie liegt an der Lichtentaler Straße, zwischen Bertholdplatz und Tunneleinfahrt und besitzt einen vergoldeten Zwiebelturm.

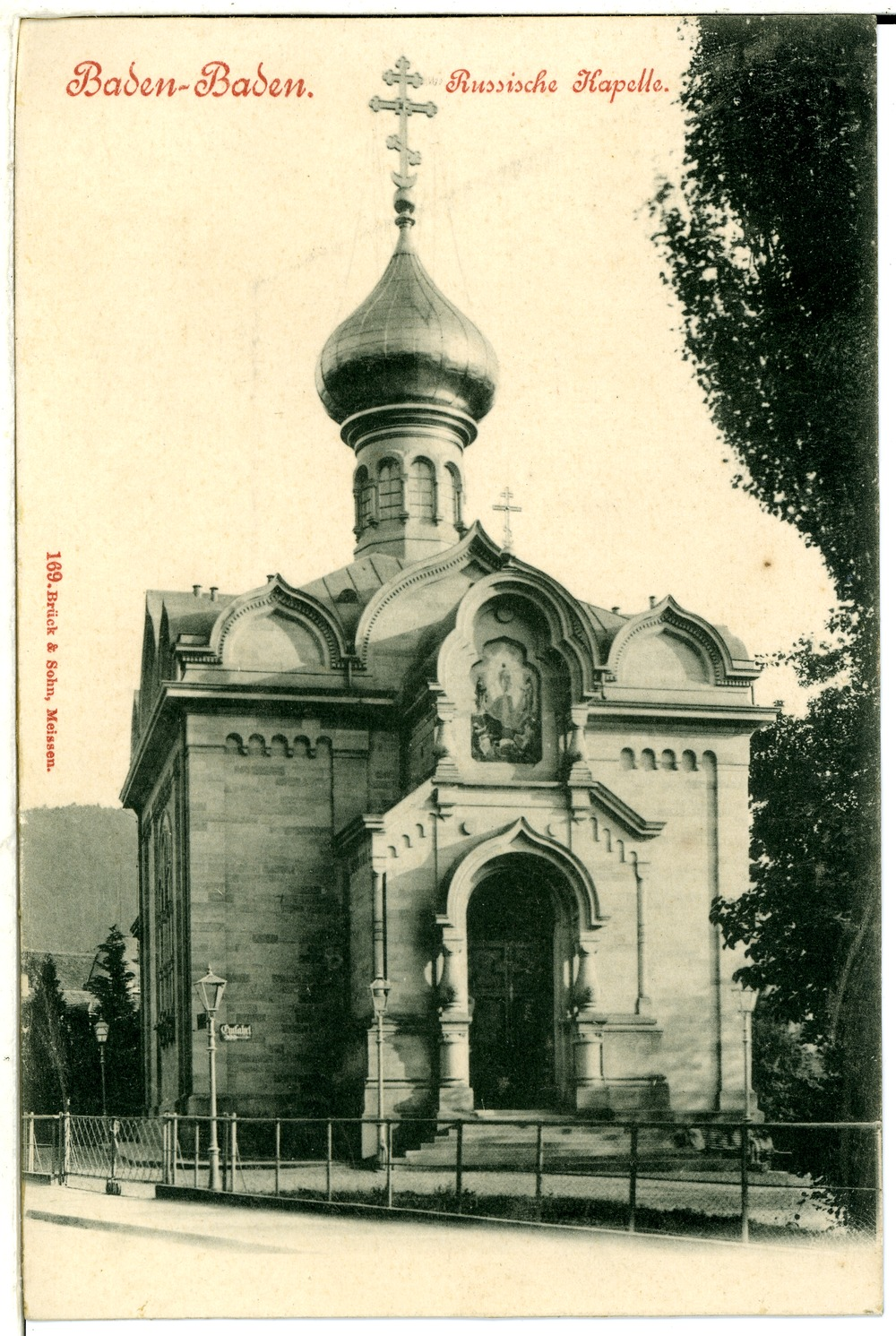
Die russische Kirche 1898

Damit die russische Kolonie in Baden-Baden ihre Gottesdienste nicht mehr in Privaträumen abhalten musste, begannen um 1855 russische Adelige Spenden für die Kirche zu sammeln. 1880 setzte die Großherzogin Maria Maximilianowna (eine geborene Fürstin Romanowski-Leuchtenberg und Enkelin des Zaren Nikolaus I.) diese Bestrebungen fort. Die Stadt schenkte der russischen Gemeinde ein Grundstück und ließ 1881/82 die Kirche nach den Plänen des Sankt Petersburger Architekten Iwan Strom im nordrussischen Stil bauen. Am 28. Oktober 1882 wurde der auf dem Grundriss eines griechischen Kreuzes errichtete dreischiffige Sandsteinbau im Beisein einer Vielzahl geistlicher und weltlicher Würdenträger feierlich eingeweiht.
Das Mosaik über dem Portal und der prächtig ausgestattete Innenraum stammen vom russischen „Malerfürsten“ Grigor Gagarin.
Unter dem Altarraum befindet sich in einer Krypta der Sarkophag von Maria Maximilianowna. Sie wurde in Baden-Baden nach ihrer Hochzeit mit Prinz Wilhelm von Baden nur „Prinzessin Wilhelm“ genannt. Auch eine weitere Förderin der Kirche liegt dort begraben, die Fürstin Tatjana Gagarin.
Nach langem Streit um die Besitzrechte an der Kirche gehört sie heute der Russisch-orthodoxen Kirche im Ausland, die regelmäßig ihre Gottesdienste für alle Glaubensangehörigen Nordbadens hier abhält.